# Joseph Léonard
Pour les articles homonymes, voir Léonard.
Joseph Léonard, né le 19 janvier 1912 à Hamois et mort le 12 août 1999 à Nice, est un professeur de mathématiques, militaire et résistant belge puis français, Compagnon de la Libération. Enseignant belge mobilisé au début de la Seconde Guerre mondiale, il est contraint de se réfugier en France puis s'évade vers l'Angleterre où il se rallie à la France libre. Engagé dans les forces françaises libres, il combat en Afrique, au Proche-Orient et en Italie où il est gravement blessé. Naturalisé français après la guerre, il entre dans l'administration coloniale en Afrique avant de reprend l'enseignement des mathématiques à Nice.

## Biographie

### Jeunesse
Joseph Léonard naît le 19 janvier 1912 à Hamois, dans la province de Namur, en Belgique. Agrégé de mathématiques, il devient professeur avant d'effectuer son service militaire de 1932 à 1933. Rendu à la vie civile, il recommence à enseigner les mathématiques jusqu'en 1940.

### Seconde Guerre mondiale
Mobilisé au début de la Seconde Guerre mondiale, il participe à la campagne des 18 jours et doit se replier vers la France devant l'avancée des troupes allemandes. Parvenu jusqu'en Bretagne, il y apprend l'appel du général de Gaulle et l'armistice du 22 juin 1940. Il décide alors de se rallier à la France libre et part pour l'Angleterre le 25 juin. Engagé dans les forces françaises libres le 1er juillet 1940, il est affecté à la 13e demi-brigade de légion étrangère avec laquelle il participe à la campagne du Gabon en novembre suivant, puis à la campagne d'Érythrée et à la campagne de Syrie en juin 1941.
Envoyé à Damas pour y suivre les cours d'aspirant, il est ensuite affecté au bataillon de marche no 11 et prend part à la guerre du désert en Libye et en Égypte où il participe à la seconde bataille d'El Alamein en 1942 puis à la campagne de Tunisie en 1943. Promu sous-lieutenant, il est engagé dans la campagne d'Italie. Le 20 mai 1944, à la tête de sa section, il mène un assaut contre le monastère de Capuccini près de Pontecorvo lorsqu'il grièvement blessé par un éclat d'obus de mortier. Amputé du pied, il est plus tard promu lieutenant. Démobilisé en février 1946, il est naturalisé français en juin suivant.

### Après-Guerre
Après la guerre, Joseph Léonard s'engage dans l'administration coloniale et devient administrateur des colonies au Cameroun de 1947 à 1958 puis administrateur en chef de la France d'outre-mer au Gabon de 1959 à 1962. Après avoir pris sa retraite de l'administration, il s'installe à Nice où il reprend l'enseignement des mathématiques au lycée du Parc-Impérial. Parallèlement, il est administrateur du port de Saint-Laurent-du-Var et président de la section niçoise des anciens de la 1re division blindée.
Joseph Léonard meurt le 12 août 1999 à Nice où il est inhumé au cimetière de l'Est,.

## Décorations
|  |  |  |  |  |  |
|  |  |  |  |  |  |
|  |  |  |  |  |  |

| Commandeur de la Légion d'honneur | Commandeur de la Légion d'honneur | Commandeur de la Légion d'honneur | Compagnon de la Libération Par décret du 20 novembre 1944     | Compagnon de la Libération Par décret du 20 novembre 1944     | Compagnon de la Libération Par décret du 20 novembre 1944     | Croix de guerre 1939-1945                       | Croix de guerre 1939-1945                       | Croix de guerre 1939-1945                       |                    |                    |                    |
| Médaille des évadés               | Médaille des évadés               | Médaille des évadés               | Croix du combattant volontaire Avec agrafe "Guerre 1939-1945" | Croix du combattant volontaire Avec agrafe "Guerre 1939-1945" | Croix du combattant volontaire Avec agrafe "Guerre 1939-1945" | Croix du combattant volontaire de la Résistance | Croix du combattant volontaire de la Résistance | Croix du combattant volontaire de la Résistance |                    |                    |                    |
| Croix du combattant               | Croix du combattant               | Croix du combattant               | Croix du combattant                                           | Croix du combattant                                           | Croix du combattant                                           | Médaille coloniale                              | Médaille coloniale                              | Médaille coloniale                              | Médaille coloniale | Médaille coloniale | Médaille coloniale |